# Epitome Astronomiae Copernicanae
Epitome Astronomiae Copernicanae (рус. Сокращение коперниканской астрономии) — книга немецкого астронома Иоганна Кеплера, опубликованная в 1617—1621 годах. Epitome состоит из семи томов, содержащих как ранее сформулированные, так и новые идеи Кеплера в области астрономии, физики, метафизики и других наук.
Первая часть книги была написана примерно в 1615 году в качестве учебного пособия. В IV томе Epitome Кеплер поддерживает гелиоцентрическую систему мира Коперника, а также впервые формулирует свой третий закон движения планет. Том V содержит математическое обоснование позиции Кеплера. Параллельно с написанием Epitome Кеплер работал над трактатом «Гармония мира» (лат. Harmonices Mundi), вышедшем в 1619 году, последние тома Epitome (с V по VII) увидели свет в 1621 году.